# 鼓楼区 (徐州市)
鼓楼区是中国江苏省徐州市所辖的一个市辖区。2021年3月11日，将铜山区拾屯街道划归鼓楼区管辖。區人民政府駐中山北路253號。区域总面积为218.58平方公里。

## 行政区划
鼓楼区下辖9个街道办事处：
黄楼街道、丰财街道、琵琶街道、牌楼街道、铜沛街道、环城街道、九里街道、金山桥街道和东环街道，拾屯街道。

## 人口
根據第七次全国人口普查數據，截至2020年11月1日零時，鼓樓區常住人口為425143人。

## 交通
- 连徐客运专线：后马庄站：徐州北站
- 京杭大运河沿线第一大港